# Astronomy Picture of the Day
Astronomy Picture of the Day (APOD), in italiano immagine astronomica del giorno, è un sito web che, come esso stesso dichiara, «...fornisce ogni giorno un'immagine differente del nostro Universo corredata da una breve spiegazione scritta da un astronomo professionista».
Il servizio è fornito dalla NASA e dalla Michigan Technological University (MTU).
Le immagini non necessariamente sono state scattate nel giorno della pubblicazione e a volte vengono anche ripetute, tuttavia le immagini e le descrizioni sono spesso collegate a eventi di attualità astronomica o dell'esplorazione dello spazio. Le immagini possono essere foto, immagini prese in diverse lunghezze d'onda e mostrate in falsi colori o anche delle rappresentazioni artistiche. Le immagini vecchie vengono conservate in un archivio.
La prima immagine è apparsa sul sito il 16 giugno 1995 ad opera di Robert Nemiroff e Jerry Bonnell, i due creatori. L'iniziativa ha ricevuto il sostegno della NASA, della National Science Foundation e della MTU. A volte le immagini appartengono ad autori od organizzazioni esterne alla NASA, per cui le immagini di APOD sono spesso protette da  copyright, a differenza di quelle di proprietà della NASA.
APOD è stato presentato ad un incontro della American Astronomical Society nel 1996. Il suo modo di usare gli ipertesti è stato analizzato in un articolo del 2000.
Nel 2001 ha ricevuto dalla Scientific American il premio Sci/Tech Web Award. Nel 2002 è stato presentato in un'intervista al programma televisivo Saturday Morning News della CNN
Nel 2003 i due creatori hanno pubblicato un libro: The Universe: 365 Days, che è una raccolta delle migliori immagini di APOD.
Durante il blocco delle attività amministrative negli Stati Uniti d'America nell'ottobre del 2013, l'APOD continuò il suo servizio su mirror-sites